# Salvatore Matrecano
Salvatore Matrecano (Napoli, 5 ottobre 1970) è un allenatore di calcio ed ex calciatore italiano, di ruolo difensore, tecnico della squadra Primavera del Giugliano.

## Carriera

### Giocatore
Svolge la trafila del settore giovanile nella Sirio di Cagliari. Ha iniziato la carriera professionistica nell'Ercolano, l'anno seguente andò alla Vigor Lamezia e successivamente all'Audax Ravagnese di Reggio Calabria in Serie D, prima di approdare in un campionato professionistico grazie alla chiamata della Turris con cui disputa 33 partite nel campionato di Serie C2. Poi va al Foggia allenato da Zeman con cui totalizza 28 presenze in Serie A.
Nel 1992 viene ingaggiato dal Parma, con cui gioca sotto la guida di Nevio Scala, altre due stagioni in A. Contribuisce in prima persona alla vittoria di una Coppa delle Coppe e di una Supercoppa Europea. Seguono poi le esperienze con il Napoli e l'Udinese, club con i quali disputa due campionati nella massima serie.

Matrecano al Perugia nel 1996, in marcatura sul parmense Crespo.

Successivamente ha giocato per tre stagioni con il Perugia (essendo anche capitano della squadra), due di Serie A e una di Serie B (ottenendo la promozione), e proprio ai grifoni è rimasto in seguito legato come allenatore, al termine dell'attività agonistica. Nel frattempo, si è trasferito nel 1999 in Inghilterra indossando per due anni la maglia del Nottingham Forest. Al rientro in Italia ha militato in categorie minori con il Benevento e la Casertana, dove a giugno del 2003 ha chiuso la carriera da giocatore.

### Allenatore
Dopo aver allenato il Pretola, squadra che milita nell'Eccellenza umbra, è stato chiamato dalla famiglia Silvestrini a guidare la Berretti del Perugia, vincendo nella stagione 2006-2007 lo scudetto Berretti con la compagine umbra.
Dopo l'esonero di Cuccureddu il 23 gennaio 2008 la società gli affida la panchina della prima squadra quando poi, il Perugia, perdendo in casa contro la Pistoiese, allunga a 5 la serie di sconfitte casalinghe consecutive torna alla guida della squadra Berretti.
Nel febbraio del 2009 va alla Pontevecchio con il compito di salvare la squadra perugina senza passare dai play-out, ma l'impresa non gli riesce in quanto la sua squadra perde la gara di ritorno degli spareggi-salvezza contro la Fortis Juventus. Il 26 gennaio 2010 va al Foligno come nuovo allenatore della squadra Berretti, prendendo il posto del dimissionario Nazzareno Cristofani.
Il 27 aprile 2010 gli viene affidata per le ultime giornate del campionato di Lega Pro (Prima Divisione) la guida della prima squadra del Foligno, dove subentra al tecnico esonerato Luca Fusi. Disputa le ultime due giornate di campionato e centra due vittorie, l'ultima contro il Perugia, che permettono al Foligno di ottenere la salvezza. Nella stagione successiva risolve il suo contratto a dicembre per motivi strettamenti personali.
Il 23 settembre 2016 Salvatore Matrecano diventa il nuovo allenatore della squadra Berretti della Paganese. Nel maggio 2017 riesce, per la prima volta nella storia della Berretti azzurrostellata, a disputare i play-off.
Il mese successivo viene incaricato di allenare la prima squadra della società campana per la stagione 2017-2018 ma il 30 luglio 2017 perde il primo turno preliminare di Coppa Italia contro il Trapani per 6-0 e successivamente, all'esordio in campionato il 26 agosto viene sconfitto in casa dal Bisceglie per 2-0 e il 28 agosto annuncia le dimissioni da tecnico degli azzurrostellati.

## Statistiche

### Presenze e reti nei club
Statistiche aggiornate al 30 giugno 2003.
| Stagione                 | Squadra                  | Campionato               | Campionato | Campionato | Coppe nazionali | Coppe nazionali | Coppe nazionali | Coppe continentali | Coppe continentali | Coppe continentali | Altre coppe | Altre coppe | Altre coppe | Totale | Totale |
| Stagione                 | Squadra                  | Comp                     | Pres       | Reti       | Comp            | Pres            | Reti            | Comp               | Pres               | Reti               | Comp        | Pres        | Reti        | Pres   | Reti   |
| ------------------------ | ------------------------ | ------------------------ | ---------- | ---------- | --------------- | --------------- | --------------- | ------------------ | ------------------ | ------------------ | ----------- | ----------- | ----------- | ------ | ------ |
| 1987-1988                | Ercolanese               | C2                       | 1          | 0          | CI              | 0               | 0               | -                  | -                  | -                  | -           | -           | -           | 1      | 0      |
| 1988-1989                | Vigor Lamezia            | C2                       | 2          | 0          | CI              | 0               | 0               | -                  | -                  | -                  | -           | -           | -           | 2      | 0      |
| 1989-1990                | Audax Ravagnese          | Int.                     | 20         | 2          | CI              | 0               | 0               | -                  | -                  | -                  | -           | -           | -           | 20     | 2      |
| 1990-1991                | Turris                   | C2                       | 33         | 0          | CI              | 0               | 0               | -                  | -                  | -                  | -           | -           | -           | 33     | 0      |
| 1991-1992                | Foggia                   | A                        | 28         | 0          | CI              | 2               | 0               | -                  | -                  | -                  | -           | -           | -           | 30     | 0      |
| 1992-1993                | Parma                    | A                        | 20         | 1          | CI              | 4               | 0               | CdC                | 5                  | 0                  | SI          | 1           | 0           | 30     | 1      |
| 1993-1994                | Parma                    | A                        | 16         | 0          | CI              | 6               | 1               | CdC                | 3                  | 0                  | SU          | 1           | 0           | 26     | 1      |
| Totale Parma             | Totale Parma             | Totale Parma             | 36         | 1          |                 | 10              | 1               |                    | 8                  | 0                  |             | 2           | 0           | 56     | 2      |
| 1994-1995                | Napoli                   | A                        | 16         | 0          | CI              | 3               | 0               | CU                 | 3                  | 0                  | -           | -           | -           | 22     | 0      |
| 1995-nov.1995            | Napoli                   | A                        | 1          | 0          | CI              | 0               | 0               | -                  | -                  | -                  | -           | -           | -           | 1      | 0      |
| Totale Napoli            | Totale Napoli            | Totale Napoli            | 17         | 0          |                 | 3               | 0               |                    | 3                  | 0                  |             |             |             | 23     | 0      |
| nov.1995-1996            | Udinese                  | A                        | 19         | 1          | CI              | 0               | 0               | -                  | -                  | -                  | -           | -           | -           | 19     | 1      |
| 1996-1997                | Perugia                  | A                        | 26         | 1          | CI              | 2               | 0               | -                  | -                  | -                  | -           | -           | -           | 28     | 1      |
| 1997-1998                | Perugia                  | B                        | 31+1       | 1+0        | CI              | 3               | 0               | -                  | -                  | -                  | -           | -           | -           | 35     | 1      |
| 1998-1999                | Perugia                  | A                        | 29         | 1          | CI              | 2               | 0               | -                  | -                  | -                  | -           | -           | -           | 31     | 1      |
| Totale Perugia           | Totale Perugia           | Totale Perugia           | 87         | 3          |                 | 7               | 0               |                    |                    |                    |             | -           | -           | 94     | 3      |
| 1999-2000                | Nottingham Forest        | FD                       | 11         | 0          | FACup+CdL       | 0+1             | 0               | -                  | -                  | -                  | -           | -           | -           | 12     | 0      |
| 2000-2001                | Nottingham Forest        | FD                       | 0          | 0          | FACup+CdL       | 0               | 0               | -                  | -                  | -                  | -           | -           | -           | 0      | 0      |
| Totale Nottingham Forest | Totale Nottingham Forest | Totale Nottingham Forest | 11         | 0          |                 | 1               | 0               |                    |                    |                    |             | -           | -           | 12     | 0      |
| 2001-2002                | Benevento                | C1                       | 23+2       | 1+0        | CI              | 0               | 0               | -                  | -                  | -                  | -           | -           | -           | 25     | 1      |
| 2002-2003                | Casertana                | D                        | 2          | 0          | CI              | 0               | 0               | -                  | -                  | -                  | -           | -           | -           | 2      | 0      |
| Totale carriera          | Totale carriera          | Totale carriera          | 281        | 8          |                 | 23              | 1               |                    | 11                 | 0                  |             | 2           | 0           | 317    | 9      |

### Cronologia presenze e reti in nazionale
| Cronologia completa delle presenze e delle reti in nazionale ― Italia under 21 | Cronologia completa delle presenze e delle reti in nazionale ― Italia under 21 | Cronologia completa delle presenze e delle reti in nazionale ― Italia under 21 | Cronologia completa delle presenze e delle reti in nazionale ― Italia under 21 | Cronologia completa delle presenze e delle reti in nazionale ― Italia under 21 | Cronologia completa delle presenze e delle reti in nazionale ― Italia under 21 | Cronologia completa delle presenze e delle reti in nazionale ― Italia under 21 | Cronologia completa delle presenze e delle reti in nazionale ― Italia under 21 |
| Data                                                                           | Città                                                                          | In casa                                                                        | Risultato                                                                      | Ospiti                                                                         | Competizione                                                                   | Reti                                                                           | Note                                                                           |
| ------------------------------------------------------------------------------ | ------------------------------------------------------------------------------ | ------------------------------------------------------------------------------ | ------------------------------------------------------------------------------ | ------------------------------------------------------------------------------ | ------------------------------------------------------------------------------ | ------------------------------------------------------------------------------ | ------------------------------------------------------------------------------ |
| 29-1-1992                                                                      | Atene                                                                          | Grecia under 21                                                                | 0 – 1                                                                          | Italia under 21                                                                | Amichevole                                                                     | -                                                                              |                                                                                |
| 19-2-1992                                                                      | Izmir                                                                          | Turchia under 21                                                               | 0 – 1                                                                          | Italia under 21                                                                | Amichevole                                                                     | -                                                                              | 46’                                                                            |
| 11-3-1992                                                                      | Trnava                                                                         | Cecoslovacchia under 21                                                        | 1 – 2                                                                          | Italia under 21                                                                | Europeo Under-21 1992 - Quarti di finale - Andata                              | -                                                                              | 90’                                                                            |
| 9-4-1992                                                                       | Aalborg                                                                        | Danimarca under 21                                                             | 0 – 1                                                                          | Italia under 21                                                                | Europeo Under-21 1992 - Semifinale - Andata                                    | -                                                                              |                                                                                |
| 22-4-1992                                                                      | Perugia                                                                        | Italia under 21                                                                | 2 – 0                                                                          | Danimarca under 21                                                             | Europeo Under-21 1992 - Semifinale - Ritorno                                   | -                                                                              |                                                                                |
| 28-5-1992                                                                      | Ferrara                                                                        | Italia under 21                                                                | 2 – 0                                                                          | Svezia under 21                                                                | Europeo Under-21 1992 - Finale - Andata                                        | -                                                                              |                                                                                |
| 3-6-1992                                                                       | Växjö                                                                          | Svezia under 21                                                                | 1 – 0                                                                          | Italia under 21                                                                | Europeo Under-21 1992 - Finale - Ritorno                                       | -                                                                              |                                                                                |
| Totale                                                                         |                                                                                | Presenze                                                                       | 7                                                                              |                                                                                | Reti                                                                           | 0                                                                              |                                                                                |

| Cronologia completa delle presenze e delle reti in nazionale ― Italia Olimpica | Cronologia completa delle presenze e delle reti in nazionale ― Italia Olimpica | Cronologia completa delle presenze e delle reti in nazionale ― Italia Olimpica | Cronologia completa delle presenze e delle reti in nazionale ― Italia Olimpica | Cronologia completa delle presenze e delle reti in nazionale ― Italia Olimpica | Cronologia completa delle presenze e delle reti in nazionale ― Italia Olimpica | Cronologia completa delle presenze e delle reti in nazionale ― Italia Olimpica | Cronologia completa delle presenze e delle reti in nazionale ― Italia Olimpica |
| Data                                                                           | Città                                                                          | In casa                                                                        | Risultato                                                                      | Ospiti                                                                         | Competizione                                                                   | Reti                                                                           | Note                                                                           |
| ------------------------------------------------------------------------------ | ------------------------------------------------------------------------------ | ------------------------------------------------------------------------------ | ------------------------------------------------------------------------------ | ------------------------------------------------------------------------------ | ------------------------------------------------------------------------------ | ------------------------------------------------------------------------------ | ------------------------------------------------------------------------------ |
| 10-7-1992                                                                      | Brescia                                                                        | Italia olimpica                                                                | 1 – 1                                                                          | Egitto olimpica                                                                | Amichevole                                                                     | -                                                                              |                                                                                |
| 16-7-1992                                                                      | Marino                                                                         | Italia olimpica                                                                | 5 – 0                                                                          | Qatar olimpica                                                                 | Amichevole                                                                     | -                                                                              | 46’                                                                            |
| 24-7-1992                                                                      | Barcellona                                                                     | Italia olimpica                                                                | 2 – 1                                                                          | Stati Uniti olimpica                                                           | Olimpiadi 1992 - 1° turno                                                      | -                                                                              |                                                                                |
| 29-7-1992                                                                      | Barcellona                                                                     | Italia olimpica                                                                | 1 – 0                                                                          | Kuwait olimpica                                                                | Olimpiadi 1992 - 1° turno                                                      | -                                                                              |                                                                                |
| 1-8-1992                                                                       | Valencia                                                                       | Spagna olimpica                                                                | 1 – 0                                                                          | Italia olimpica                                                                | Olimpiadi 1992 - Quarti di finale                                              | -                                                                              |                                                                                |
| Totale                                                                         |                                                                                | Presenze                                                                       | 5                                                                              |                                                                                | Reti                                                                           | 0                                                                              |                                                                                |

### Statistiche da allenatore

#### Club
Statistiche aggiornate al 26 agosto 2017.
| Stagione        | Squadra         | Campionato      | Campionato | Campionato | Campionato | Campionato | Coppe nazionali | Coppe nazionali | Coppe nazionali | Coppe nazionali | Coppe nazionali | Coppe continentali | Coppe continentali | Coppe continentali | Coppe continentali | Coppe continentali | Altre coppe | Altre coppe | Altre coppe | Altre coppe | Altre coppe | Totale | Totale | Totale | Totale | % Vittorie | Piazz.      |
| Stagione        | Squadra         | Comp            | G          | V          | N          | P          | Comp            | G               | V               | N               | P               | Comp               | G                  | V                  | N                  | P                  | Comp        | G           | V           | N           | P           | G      | V      | N      | P      | %          | Piazz.      |
| --------------- | --------------- | --------------- | ---------- | ---------- | ---------- | ---------- | --------------- | --------------- | --------------- | --------------- | --------------- | ------------------ | ------------------ | ------------------ | ------------------ | ------------------ | ----------- | ----------- | ----------- | ----------- | ----------- | ------ | ------ | ------ | ------ | ---------- | ----------- |
| 2007-2008       | Perugia         | C1              | 2          | 0          | 0          | 2          |                 |                 |                 |                 |                 |                    |                    |                    |                    |                    |             |             |             |             |             | 2      | 0      | 0      | 2      | &0,00      | Sub., Eson. |
| 2010-2011       | Foligno         | 1D              | 18         | 4          | 4          | 10         | CI              | 1               | 0               | 0               | 1               |                    |                    |                    |                    |                    |             |             |             |             |             | 19     | 4      | 4      | 11     | 21,05      | Eson.       |
| 2017-2018       | Paganese        | C               | 1          | 0          | 0          | 1          | CI              | 1               | 0               | 0               | 1               |                    |                    |                    |                    |                    |             |             |             |             |             | 2      | 0      | 0      | 2      | &0,00      | Eson.       |
| Totale carriera | Totale carriera | Totale carriera | 21         | 4          | 4          | 13         |                 | 2               | 0               | 0               | 2               |                    |                    |                    |                    |                    |             |             |             |             |             | 23     | 4      | 4      | 15     | 17,39      |             |

## Palmarès

### Giocatore

#### Club
- Coppa delle Coppe: 1

Parma: 1992-1993
- Supercoppa UEFA: 1

Parma: 1993

#### Nazionale
- Campionato d'Europa Under-21: 1

1992